# Троїцьке (Троїцький район)
Тро́їцьке (рос. Троицкое) — село, центр Троїцького району Алтайського краю, Росія. Адміністративний центр та єдиний населений пункт Троїцької сільської ради.

## Населення
Населення — 10033 особи (2010; 10973 у 2002).
Національний склад (станом на 2002 рік):
- росіяни — 95 %